# Грэм, Джеймс, 1-й герцог Монтроз
Джеймс Грэм, 1-й герцог и 4-й маркиз Монтроз (англ. James Graham, 1rd Duke of Montrose; апрель 1682 — 7 января 1742) — шотландский аристократ и государственный деятель начала XVIII века.

## Биография

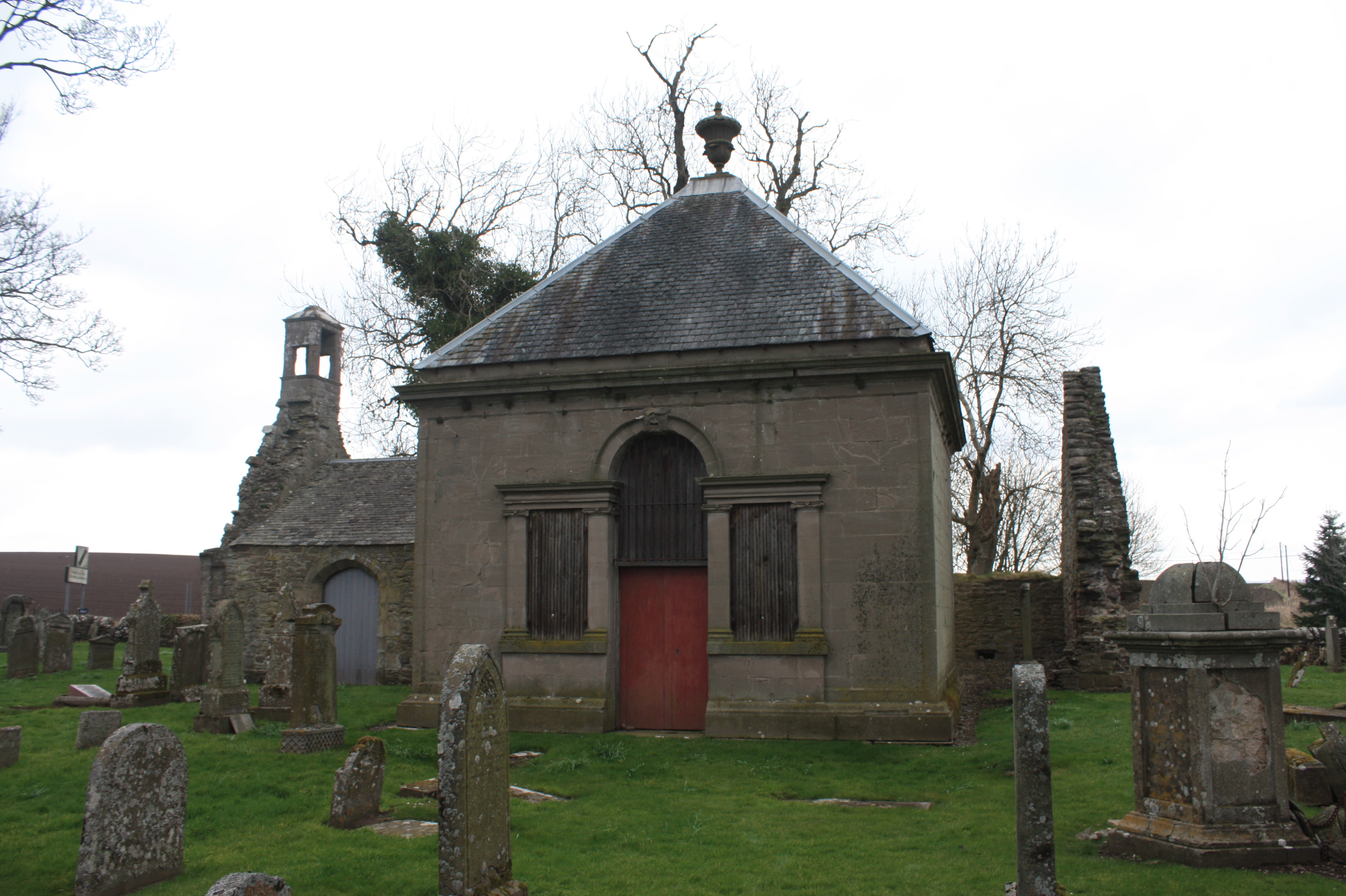
Мавзолей Джеймса Грэма, 1-го герцога Монтроза, в Аберутвене

Родился в апреле 1682 года. Единственный сын Джеймса Грэма, 3-го маркиза Монтроза (1657—1684), и леди Кристиан Лесли (? — 1710), дочери Джона Лесли, 1-го герцога Роутса (1630—1681).
25 апреля 1684 года после смерти своего отца малолетний Джеймс Грэм унаследовал титулы 4-го маркиза Монтроза, 8-го графа Монтроза, 10-го лорда Грэма, 4-го лорда Грэма и Магдока и 4-го графа Кинкардина.
Первоначально Джеймс Грэм, 4-й маркиз Монтроз, был возведен в герцогство в 1707 году в награду за важную поддержку Акта об унии между Шотландией и Англией, будучи лордом-президентом Шотландского тайного совета. С 1705 по 1706 год он был лордом верховным адмиралом Шотландии. Джеймс Грэм был хранителем Тайной печати Шотландии с 1709 по 1713 год и служил хранителем Большой печати Шотландии с 1716 по 1733 год. Он также был лордом регентства Великобритании в 1714 году, после смерти королевы Анны Стюарт. Кроме того, он довольно недолго занимал пост государственного секретаря Шотландии в начале правления короля Георга I Ганноверского.
В 1719 году герцог Монтроз был одним из главных подписчиков Королевской академии музыки (1719), которая производила оперу на сцене. Он служил губернатором Лондонской воспитательной больницы во время её основания в 1739 году. Большую часть своей взрослой жизни он был канцлером Университета Глазго.
Помимо политической карьеры, он был главным кредитором Роберта Роя Макгрегора, который обвинял герцога в его финансовом крахе; затем Макгрегор несколько лет враждовал с Джеймсом Грэмом. Герцог Монтроз отвечал за обвинения в коррупции, заработав себе непопулярность благодаря знаменитому якобиту.
7 января 1742 года 59-летний герцог Монтроз скончался в Лондоне. После смерти Джеймс Грэм, 1-й герцог Монтроз, был похоронен в Аберутвене. Могила находится внутри внушительного мавзолея в палладианском стиле, который доминирует над небольшим церковным двором.

## Семья
31 марта 1702 года маркиз Монтроз женился на леди Кристиан Карнеги (? — 25 мая 1744), дочери Дэвида Карнеги, 3-го графа Нортеска (1643—1688), и леди Элизабет Линдси (? — 1688). У супругов было десять детей:
- Джеймс Грэм, лорд Грэм (7 апреля 1703 — 2 марта 1704)
- Дэвид Грэм, 1-й граф Грэм (8 июня 1705 — 30 сентября 1731)
- лорд Кристиан Грэм (29 октября 1706 — 30 мая 1711)
- леди Элизабет Грэм (23 апреля 1708 — 17 февраля 1711)
- лорд Джон Грэм (9 апреля 1709 — 19 марта 1710)
- лорд Джеймс Грэм (26 марта 1710 — 3 апреля 1711)
- лорд Томас Грэм (7 марта 1711 — 27 декабря 1711)
- Уильям Грэм, 2-й герцог Монтроз (27 августа 1712 — 23 сентября 1790), преемник отца
- леди Маргарет Грэм (5 июня 1714 — 1 апреля 1729)
- капитан Лорд Джордж Грэм (26 сентября 1715 — 2 января 1747), депутат Палаты общин от Стерлингшира (1741—1747).

## В популярной культуре
В фильме Гарольда Френча «Роб Рой, шотландский разбойник» Грэхема играет Майкл Гоф.
В фильме Майкла Кейтона-Джонса «Роб Рой» Грэма играет Джон Херт. В этом фильме он упоминается как «маркиз Монтроз», несмотря на то, что его титул был возведен в герцогство в 1707 году.

## Титулатура
- 4-й маркиз Монтроз (с 25 апреля 1684).
- 8-й граф Монтроз (с 25 апреля 1684)
- 4-й граф Кинкардин (с 25 апреля 1684)
- 4-й лорд Грэм и Магдок (с 25 апреля 1684)
- 10-й лорд Грэм (с 25 апреля 1684)
- 1-й герцог Монтроз (с 24 апреля 1707)
- 1-й маркиз Грэм и Бьюкенен (с 24 апреля 1707)
- 1-й граф Кинкардин (с 24 апреля 1707)
- 1-й виконт Дандафф (с 24 апреля 1707)
- 1-й лорд Аберрутвен, Магдок и Финтри (с 24 апреля 1707)